# ATM
ATM (англ. Asynchronous Transfer Mode — асинхронный способ передачи данных) — сетевая высокопроизводительная технология коммутации и мультиплексирования пакетов. Пакеты представляют собой ячейки (англ. cell) фиксированного размера в 53 байта, где первые 5 байт используются под заголовок. Является разновидностью быстрой коммутации пакетов (англ. fast packet switching).
В отличие от синхронного способа передачи данных (STM — англ. synchronous transfer mode), ATM лучше приспособлен для предоставления услуг передачи данных с сильно различающимся или изменяющимся битрейтом.

## История

### Создание
Основы технологии ATM были разработаны независимо во Франции и США в 1970-х двумя учёными: Jean-Pierre Coudreuse, который работал в исследовательской лаборатории France Telecom, и Sandy Fraser, инженером Bell Labs. Они оба хотели создать такую архитектуру, которая бы осуществляла транспортировку как данных, так и голоса на высоких скоростях, а также использовала бы сетевые ресурсы наиболее эффективно.
Компьютерные технологии создали возможность для более быстрой обработки информации и более скоростной передачи данных между системами. В 80-х годах XX века операторы телефонной связи обнаружили, что не голосовой трафик более важен и начинает доминировать над голосовым. Был предложен проект ISDN, который описывал цифровую сеть с коммутацией пакетов, предоставляющую услуги телефонной связи и передачи данных. Цифровые системы передачи, сначала плезиохронные системы (PDH) на основе ИКМ, а затем синхронные системы передачи (SDH) иерархии на основе оптоволокна, позволяли обеспечить передачу данных на высокой скорости с малыми вероятностями двоичных ошибок. Но существующая технология коммутации пакетов (прежде всего, по протоколу X.25) не могла обеспечить передачу трафика в реальном масштабе времени (например, голоса), и многие сомневались, что когда-либо обеспечит. Для передачи трафика в реальном масштабе времени в общественных телефонных сетях применяли технологию коммутации каналов (КК). Эта технология идеальна для передачи голоса, но для передачи данных она неэффективна. Поэтому телекоммуникационная индустрия обратилась к ITU для разработки нового стандарта для передачи данных и голосового трафика в сетях с широкой полосой пропускания. В конце 80-х Международным консультативным комитетом по телеграфии и телефонии (CCITT), позже переименованным в ITU-T, был разработан набор рекомендаций по ISDN второго поколения, так называемого B-ISDN (широкополосный ISDN), расширения ISDN. В качестве режима передачи нижнего уровня для B-ISDN был выбран ATM. В 1988 г. на собрании ITU в Женеве была выбрана длина ячейки ATM — 53 байт. Это был компромисс между специалистами США, которые предлагали длину ячейки 64 байта и специалистами Европы, предлагавшими длину ячейки 32 байта. Ни одна сторона не смогла убедительно доказать преимущество своего варианта, поэтому в итоге объём «полезной» нагрузки составил 48 байт, а для поля заголовка (служебных данных) был выбран размер 5 байт, минимальный размер, на который согласилась ITU. В 1990 г. был одобрен базовый набор рекомендаций ATM. Базовые принципы ATM положены рекомендацией I.150. Это решение было очень похоже на системы, разработанные Coudreuse и Fraser. Отсюда начинается дальнейшее развитие ATM.

### Советские и российские разработки
В 1980-х — 1990-х годах исследованием и разработкой средств быстрой коммутации пакетов (БКП) для совместной передачи речи и данных занимались несколько организаций.

#### ЛНПО «Красная Заря»
Тему БКП и, как её разновидность, АТМ, разрабатывал отдел под руководством Г. П. Захарова в составе предприятия АООТ НПП «Радуга». Ранее это предприятие было одним из подразделений ЛНПО «Красная Заря». Отдел Захарова получил как теоретические результаты: математические модели, отчёты по проведённым отделом НИР, статьи, книги, студенческие дипломы, кандидатские и докторские диссертации по теме — так и практические результаты:
- сначала совместными усилиями специалистов ЛНПО «Красная Заря» и предприятия «Дальняя связь» под техническим руководством специалиста ЛНПО «Красная Заря» (НИИЭТУ) Разживина Игоря Александровича в 1992 году был создан рабочий макет системы коммутации и приёма ячеек АТМ[9];
- совместно со специалистом организации «Вектор» Ю. А. Яцуновым в 1993 году разработана принципиальная схема коммутационного элемента (КЭ) для построения двоичного самомаршрутизирующего коммутационного поля (КП). В основу были положены некоторые идеи построения КЭ и КП[10][11], опубликованные специалистом из Великобритании Питером Ньюмэном[12]. В самом общем плане такой КЭ описывается схемой «селектор-арбитр». Схема КЭ Яцунова-Разживина предназначалась для микросхем малой степени интеграции популярных и доступных серий[13], выпускавшихся тогда российской промышленностью[14], однако «в железе» воплощена не была сознательно, поскольку являлась только промежуточным этапом;
- затем на основе принципиальной схемы Яцунова-Разживина был успешно реализован, также под техническим руководством Разживина И. А., КЭ в виде одной специализированной СБИС, которая была разработана специалистом московского ФГУП «НИИМА Прогресс» В. И. Лопашовым[15], при содействии его коллеги Халтурина В. А., и изготовлена в Москве[16] в январе 1994 года.

Это позволяло создать коммутационное поле быстрого коммутатора пакетов или коммутатора ячеек ATM, на одной печатной плате. Однако дальше выпуска опытной партии СБИС в количестве 10 штук и внедрения результатов диссертационной работы Разживина И. А. в НИР «НИИМА Прогресс» и ГП НИИ «Рубин» эти работы не пошли по независящим от технических специалистов причинам.
Известны работы группы специалистов под руководством к. т. н. Георгия Ревмировича Овчинникова, предложивших свой вариант реализации аппаратных средств системы быстрой коммутации пакетов на основе самомаршрутизирующих матриц и свою математическую модель. Однако о практической реализации их предложений сведений не имеется.

#### Московский институт электронной техники
Было доложено описание цифрового коммутатора 16х16 на арсениде галлия, разработанного независимо от ЛНПО «Красная Заря» Московским институтом электронной техники.

### 1990-е годы: приход ATM на рынок
В начале 1990-х гг. технологии ATM в мире начинают уделять повышенное внимание. Корпорация Sun Microsystems ещё в 1990 г., одна из первых, объявляет о поддержке ATM. В 1991 году с учётом, что CCITT уже не успевает своевременно предлагать рекомендации по быстроразвивающейся новой технике, создаётся ATM Forum, консорциум фирм-разработчиков и производителей техники АТМ, для координации и разработки новых практических стандартов и технических спецификаций по технологии ATM и сайт с одноимённым названием, где все спецификации выкладывались в открытый доступ. CCITT, будучи уже ITU-T, выдаёт новые редакции своих рекомендаций, совершенствуя теоретическую базу ATM. Представители сферы IT в журналах и газетах пророчат ATM большие перспективы. В 1995 г. компания IBM объявила о своей новой стратегии в области корпоративных сетей, основанной на технологии ATM. Считалось, что ATM будет существенным подспорьем для Интернета, уничтожив нехватку ширины полосы пропускания и внеся в сети надежность. Dan Minoli, автор многих книг по компьютерным сетям, утверждал, что ATM будет внедрен в публичных сетях, и корпоративные сети будут соединены с ними таким же образом, каким в то время они использовали frame relay или X.25. Но к тому времени протокол IP уже получил широкое распространение и сложно было совершить резкий переход на ATM. Поэтому в существующих IP-сетях технологию ATM предполагалось внедрять как нижележащий протокол, то есть под IP, а не вместо IP. Для постепенного перехода традиционных сетей Ethernet и Token-Ring на оборудование ATM был разработан протокол LANE, эмулирующий пакеты данных сетей.
В 1997 г. в индустрии маршрутизаторов и коммутаторов примерно одинаковое количество компаний выстроились в ряды сторонников и противников использования технологии ATM в производимых устройствах. Будущее этого рынка было ещё неопределенно. В 1997 г. доход от продажи оборудования и услуг ATM составил 2,4 млрд долларов США, в следующем году — 3,5 млрд, и ожидалось, что он достигнет 9,5 млрд долларов в 2001 году. Многие компании (например Ipsilon Networks) для достижения успеха использовали ATM не полностью, а в урезанном варианте. Многие сложные спецификации и протоколы верхнего уровня ATM, включая разные типы качества обслуживания, выкидывались. Оставлялась только базовая функциональность по переключению байтов с одних линий на другие.

#### Первый удар по ATM
И тем не менее, было также много специалистов IT, скептически относящихся к жизнеспособности технологии ATM. Как правило, защитниками ATM были представители телекоммуникационных, телефонных компаний, а противниками — представители компаний, занимавшихся компьютерными сетями и сетевым оборудованием. Steve Steinberg (в журнале Wired) посвятил целую статью скрытой войне между ними. Первым ударом по ATM были результаты исследований Bellcore о характере трафика LAN, опубликованных в 1994 г.. Эта публикация показала, что трафик в локальных сетях не подчиняется ни одной существующей модели. Трафик LAN на временной диаграмме ведёт себя как фрактал. На любом временном диапазоне от нескольких миллисекунд до нескольких часов он имеет самоповторяющийся, взрывной характер. ATM в своей работе все внеурочные пакеты должен хранить в буфере. В случае резкого увеличения трафика, коммутатор ATM просто вынужден отбрасывать невмещающиеся пакеты, а это означает ухудшение качества обслуживания. По этой причине PacBell потерпела неудачу при первой попытке использовать оборудование ATM.

#### Появление главного конкурента ATM — Gigabit Ethernet
В конце 90-х появляется технология Gigabit Ethernet, которая начинает конкурировать с ATM. Главными достоинствами первой являются значительно более низкая стоимость, простота, лёгкость в настройке и эксплуатации. Также переход с Ethernet или Fast Ethernet на Gigabit Ethernet можно было осуществить значительно легче и дешевле. Проблему качества обслуживания Gigabit Ethernet мог решить за счет покупки более дешевой полосы пропускания с запасом, нежели за счет умного оборудования. К окончанию 90-х гг. стало ясно, что ATM будет продолжать доминировать только в глобальных сетях. Продажи свитчей ATM для WAN продолжали расти, в то время как продажи свитчей ATM для LAN стремительно падали.

### 2000-е годы: вытеснение ATM
В 2000-е гг. рынок оборудования ATM ещё был значительным. ATM широко использовался в глобальных компьютерных сетях, в оборудовании для передачи аудио/видео потоков, как промежуточный слой между физическим и вышележащим уровнем в устройствах ADSL для каналов с пропускной способностью не более 2 Мбит/с. Но в конце десятилетия ATM начинает вытесняться новой технологией IP-VPN. Свитчи ATM стали вытесняться маршрутизаторами IP/MPLS. В 2006 Broadband Forum выпустил спецификацию TR-101 под названием «Migration to Ethernet-Based DSL Aggregation», которая указывала как построенные на ATM агрегирующие сети могут мигрировать на построенные на Ethernet агрегирующие сети (в контексте предыдущих архитектур TR-25 и TR-59). В качестве обоснования такого перехода в спецификации сказано, что существующие DSL-архитектуры переходят от сетей «низкая скорость, максимальные усилия» к инфраструктурам, способным поддерживать более высокую скорость передачи и сервисы, требующие QoS, мультикаст; а также выполнять требования, которые недопустимо выполнять в системах, построенных на ATM. По прогнозу компании Uvum от 2009 г., к 2014 г. ATM и Frame Relay должны почти полностью исчезнуть, в то время как рынки Ethernet и IP-VPN будут продолжать расти с хорошим темпом. По докладу Broadband Forum за октябрь 2010 г., переход на глобальном рынке от сетей с коммутацией каналов (TDM, ATM и др.) к IP-сетям уже начался в стационарных сетях и уже затрагивает и мобильные сети. В докладе сказано, что Ethernet позволяет мобильным операторам удовлетворить растущие потребности в мобильном трафике более экономически эффективно, чем системы, основанные на TDM или ATM.
Ещё в апреле 2005 г. произошло слияние «ATM Forum» с «Frame Relay Forum» и «MPLS Forum» в общий «MFA Forum» («MPLS-Frame Relay-ATM Forum»). В 2007 г. последний был переименован в «IP/MPLS Forum». В апреле 2009 г. «IP/MPLS Forum» вошёл в состав существующего с 1994 г. консорциума «Broadband Forum» («BBF»). Спецификации ATM доступны в их исходном виде на сайте консорциума www.broadband-forum.org, но их дальнейшая разработка полностью остановлена.

## Базовые принципы
Сеть ATM строится на основе соединенных друг с другом АТМ-коммутаторов. Технология реализуется как в локальных, так и в глобальных сетях. Допускается совместная передача различных видов информации, включая видео, голос.
Ячейки данных, используемые в ATM, меньше в сравнении с элементами данных, которые используются в других технологиях. Небольшой, постоянный размер ячейки, используемый в ATM, позволяет:
- совместно передавать данные с различными классами требований к задержкам в сети, причём по каналам как с высокой, так и с низкой пропускной способностью;
- работать с постоянными и переменными потоками данных;
- интегрировать на одном канале любые виды информации: данные, голос, потоковое аудио- и видеовещание, телеметрия и т. п.;
- поддерживать соединения типа точка-точка, точка-многоточка и многоточка-многоточка.

Технология ATM предполагает межсетевое взаимодействие на трёх уровнях.
Для передачи данных от отправителя к получателю в сети ATM создаются виртуальные каналы, VC (англ. Virtual Circuit), которые бывают трёх видов:
- постоянный виртуальный канал, PVC (Permanent Virtual Circuit), который создаётся между двумя точками и существует в течение длительного времени, даже в отсутствие данных для передачи;
- коммутируемый виртуальный канал, SVC (Switched Virtual Circuit), который создаётся между двумя точками непосредственно перед передачей данных и разрывается после окончания сеанса связи.
- автоматически настраиваемый постоянный виртуальный канал, SPVC (Soft Permanent Virtual Circuit) — разновидность виртуальных каналов, создаваемых по требованию в коммутаторах ATM. С точки зрения пользователя, SPVC функционирует аналогично PVC (Permanent Virtual Circuit), однако на уровне инфраструктуры провайдера эти два типа каналов имеют существенные различия. В отличие от PVC, который создаётся путем статической конфигурации и всегда готов к использованию, SPVC обеспечивает постоянное соединение только от конечной точки (устройства DTE) до первого коммутатора ATM (устройства DCE). На стороне отправителя в инфраструктуре провайдера возможно установление, прерывание и восстановление соединения с устройством DCE получателя по мере необходимости. При этом установленное соединение сохраняется до тех пор, пока неисправность одного из подключений не приведет к прекращению работы виртуального канала.

Для маршрутизации в пакетах используют так называемые идентификаторы пакета. Они бывают двух видов:
- VPI (англ. virtual path identifier) — идентификатор виртуального пути (номер канала);
- VCI (англ. virtual channel identifier) — идентификатор виртуального канала (номер соединения).

## Структура ячейки
| 7                                | 6   | 5   | 4   | 3   | 2   | 1   | 0   |
| GFC                              | GFC | GFC | GFC | VPI | VPI | VPI | VPI |
| VPI                              | VPI | VPI | VPI | VCI | VCI | VCI | VCI |
| VCI                              |     |     |     |     |     |     |     |
| VCI                              | VCI | VCI | VCI | PT  | PT  | PT  | CLP |
| HEC                              |     |     |     |     |     |     |     |
| Полезные данные ячейки (48 байт) |     |     |     |     |     |     |     |

| 7                                | 6   | 5   | 4   | 3   | 2   | 1   | 0   |
| VPI                              |     |     |     |     |     |     |     |
| VPI                              | VPI | VPI | VPI | VCI | VCI | VCI | VCI |
| VCI                              |     |     |     |     |     |     |     |
| VCI                              | VCI | VCI | VCI | PT  | PT  | PT  | CLP |
| HEC                              |     |     |     |     |     |     |     |
| Полезные данные ячейки (48 байт) |     |     |     |     |     |     |     |

GFC = Generic Flow Control (4 бита) — общее управление потоком;
VPI = Virtual Path Identifier (8 бит UNI) или (12 бит NNI) — идентификатор виртуального пути;
VCI = Virtual circuit identifier (16 бит) — идентификатор виртуального канала;
PT = Payload Type (3 бита) — тип данных;
CLP = Cell Loss Priority (1 бит) — уровень приоритета при потере пакета; указывает на то, какой приоритет имеет ячейка (cell), и будет ли она отброшена в случае перегрузки канала;
HEC = Header Error Control (8 бит) — поле контроля ошибок;
UNI = User-to-Network Interface — интерфейс пользователь-сеть. Стандарт, разработанный ATM Forum, который определяет интерфейс между конечной станцией и коммутатором в сети ATM;
NNI = Network-to-Network Interface — интерфейс сеть-сеть. Обобщённый термин, описывающий интерфейс между двумя коммутаторами в сети.

## Классы обслуживания и категории услуг
Определено пять классов трафика, отличающихся следующими качественными характеристиками:
- наличием или отсутствием пульсации трафика, то есть трафики CBR или VBR;
- требованием к синхронизации данных между передающей и принимающей сторонами;
- типом протокола, передающего свои данные через сеть ATM, — с установлением соединения или без установления соединения (только для случая передачи компьютерных данных).

CBR не предусматривает контроля ошибок, управления трафиком или какой-либо другой обработки. Класс CBR пригоден для работы с мультимедиа реального времени.
Класс VBR содержит в себе два подкласса — обычный и для реального времени (см. таблицу ниже). ATM в процессе доставки не вносит никакого разброса ячеек по времени. Случаи потери ячеек игнорируются.
Класс ABR предназначен для работы в условиях мгновенных вариаций трафика. Система гарантирует некоторую пропускную способность, но в течение короткого времени может выдержать и большую нагрузку. Этот класс предусматривает наличие обратной связи между приёмником и отправителем, которая позволяет понизить загрузку канала, если это необходимо.
Класс UBR хорошо пригоден для посылки IP-пакетов (нет гарантии доставки и в случае перегрузки неизбежны потери).
| Класс QoS            | 1               | 2               | 3               | 4                | 5                |
| -------------------- | --------------- | --------------- | --------------- | ---------------- | ---------------- |
| Класс обслуживания   | A               | B               | C               | D                | x                |
| Тип трафика          | CBR             | VBR             | VBR             | ABR              | UBR              |
| Тип уровня           | AAL1            | AAL2            | AAL3/4          | AAL3/4           |                  |
| Синхронизация        | Требуется       | Требуется       | Не требуется    | Не требуется     | Не требуется     |
| Скорость передачи    | Постоянная      | Переменная      | Переменная      | Переменная       | Переменная       |
| Режим соединения     | С установлением | С установлением | С установлением | Без установления | Без установления |
| Пример использования | (Е1, Т1)        | Видео           | Аудио           | Передача данных  | Передача данных  |